# Avilla (Indiana)
Avilla è una città degli Stati Uniti d'America, situata nello Stato dell'Indiana e in particolare nella Contea di Noble.